# Crepidomanes mettenii
Crepidomanes mettenii är en hinnbräkenväxtart som först beskrevs av Carl Frederik Albert Christensen, och fick sitt nu gällande namn av Ebihara och Dubuisson. Crepidomanes mettenii ingår i släktet Crepidomanes och familjen Hymenophyllaceae. Inga underarter finns listade.